# Microtyran chevelu
Lophotriccus pileatus
Espèce
Statut de conservation UICN

 LC  : Préoccupation mineure
Le Microtyran chevelu (Lophotriccus pileatus), aussi appelé Todirostre chevelu ou Tyranneau chevelu, est une espèce de passereau de la famille des Tyrannidae,.

## Systématique et distribution
Cet oiseau est représenté par cinq sous-espèces selon la classification de référence du Congrès ornithologique international (version 9.1, 2019) :
- Lophotriccus pileatus luteiventris Taczanowski, 1884 : hauts-plateaux, du Costa Rica à l'est du Panama (province du Darién) ;
- Lophotriccus pileatus santaeluciae Todd, 1952 : Andes de Colombie et du nord-ouest du Venezuela (de l'État de Zulia à celui de Táchira) ;
- Lophotriccus pileatus squamaecrista (Lafresnaye, 1846) : Andes de Colombie, de l'ouest de l'Équateur et du nord-ouest du Pérou ;
- Lophotriccus pileatus pileatus (Tschudi, 1844) : Andes de l'est de l'Équateur et du Pérou (du sud jusqu'au nord du département de Cuzco) ;
- Lophotriccus pileatus hypochlorus von Berlepsch & Sztolcman, 1906 : sud-est du Pérou[1],[2],[4].